# زمین مقدس
زمین مقدس (انگلیسی: Hallowed Ground) نام یک فیلم ترسناک ساخته دیوید بنولو می‌باشد که به صورت فیلم ویدئویی در سال ۲۰۰۷ توسط شبکه سای فای در آمریکا منتش شد.جیمی الکساندر، کلویی گریس مورتس و برایان مک‌نامارا از بازیگران اصلی این فیلم می‌باشند.